# Gümüşlü, Bingöl
Gümüşlü là một xã thuộc thành phố Bingöl, tỉnh Bingöl, Thổ Nhĩ Kỳ. Dân số thời điểm năm 2010 là 224 người.